# Bokusatsu tenshi Dokuro-chan
Bokusatsu tenshi Dokuro-chan (撲殺天使ドクロちゃん? lett. "L'angelo assassino Dokuro-chan") è una serie di light novel scritta da Masaki Okayu e illustrata da Torishimo, poi adattata come manga e successivamente come serie televisiva anime di 4 episodi dallo studio Media Works e come videogioco. Gli sketch comici, a volte parodistici dell'opera si appoggiano esclusivamente sulla violenza esagerata e ingiustificata da parte della protagonista e lo sviscerare i mille difetti e luoghi comuni degli otaku giapponesi. Nel 2007 sono state realizzati i primi episodi della seconda serie.

## Trama
La vita di Sakura Kusakabe viene sconvolta dall'improvvisa comparsa in casa sua di Dokuro-chan, un bellissimo angelo con tanto di aureola che ha solo un problema: di tanto in tanto lo colpisce con la sua mazza ferrata uccidendolo sul colpo e smembrandone il corpo, a volte senza un particolare motivo. Però, essendo un angelo, subito dopo lo riporta in vita promettendogli di non farlo più.
Diverse volte al giorno quindi Sakura si ritrova improvvisamente morto e resuscitato e la sua vita diventa un inferno. Dokuro non vuole rivelargli il perché della sua presenza e il mistero viene svelato solo con l'arrivo di Sabato, un altro angelo dalle corna di capra che rivela la verità al giovane: Dokuro è un angelo tornato indietro nel tempo per assassinarlo prima che il ragazzo trovi il modo di fermare la crescita delle donne a dodici anni e renderle immortali, creando un "paradiso dei pedofili in terra". Dokuro tuttavia ha disertato: invece di uccidere Sakura cerca comunque di perseguire la missione affidatole distraendolo mentre studia, in modo da minare la sua intelligenza ed evitare così il futuro dal quale l'angelo proviene. Tuttavia, siccome Sakura non è stato eliminato, Sabato viene inviata per sistemare la faccenda una volta per tutte.
Così Sakura si vede costretto a scappare dal nuovo angelo killer, finché alla fine la comparsa della sorella di Dokuro chiude definitivamente i conti.

## Personaggi
Sakura Kusakabe (草壁桜?, Kusakabe Sakura)
Doppiato da: Reiko Takagi
Il protagonista. Nonostante subisca la morte più volte al giorno per mano di Dokuro, si dimostra sempre comprensivo e disponibile nei confronti dell'angelo e persino con Sabato. Incarna lo stereotipo dell'otaku visto dalla società giapponese, con pulsioni sessuali che stenta a controllare e perversioni varie. Ama Shizuki Minakami (che sembra ricambiare), ma è troppo timido per rivelarle i suoi sentimenti. Spesso è vittima del bullismo di Dokuro, che lo umilia in vari modi.
Dokuro Mitsukai (三塚井ドクロ?, Mitsukai Dokuro)
Doppiata da: Saeko Chiba
Un grazioso angelo assassino che dimostra la stessa età di Sakura. Spedita nel passato per uccidere il ragazzo, in realtà elabora un piano alternativo: lo picchia e lo disturba durante il sonno per evitare che Sakura abbia il tempo e la forza di dedicarsi allo studio e quindi evitare in questo modo che trasformi il mondo nel "paradiso dei pedofili in Terra". Non si rende conto della sua forza e uccide più volte al giorno Sakura, riportandolo in vita poi con l'incantesimo Pipiru piru piru pipiru pi. È inoltre in grado di trasformare le persone in animali per i suoi scopi personali. Utilizza una mazza ferrata chiamata "Excalibolg", che coniuga i nomi Excalibur e Caladbolg, spada di Fergus mac Róich nel Ciclo dell'Ulster della mitologia irlandese.
Sabato Mihashigo (三橋檎サバト?, Mihashigo Sabato)
Doppiata da: Rie Kugimiya
Un angelo assassino spedito nel passato per portare a termine il compito affidato a Dokuro. Folle come la sua collega, la sua arma è un bastone elettrico chiamato "Durandal". Non riuscendo ad uccidere il ragazzo, va a vivere sotto un ponte. Utilizza un manganello elettrico chiamato Durandal, che porta lo stesso nome dell'arma del mitico Orlando.
Zansu (ザンス?)
Doppiato da: Nobuo Tobita
Strambo angelo che accompagna Dokuro. È pieno di piercing ed è vestito in stile punk, anche lui dimostra di avere delle strane perversioni.
Zakuro Mitsukai (三塚井ザクロ?, Mitsukai Zakuro)
Doppiata da: Akeno Watanabe
Sorella di Dokuro armata di asciugamani bagnati. Ha nove anni, anche se fisicamente sembra più grande della sorella (dando origine ad altre gag sulla pedofilia). È tornata dal futuro per mettere fine alla ribellione della sorella.
Shizuki Minakami (水上静希?, Minakami Shizuki)
Doppiata da: Ayako Kawasumi
La ragazza che Sakura ama e probabilmente l'unica persona a comportarsi in modo umano con il ragazzo.

## Media

### Light novel
La serie di light novel di Bokusatsu tenshi Dokuro-chan, scritta Masaki Okayu e illustrata da Torishimo, è stata serializzata dal 10 giugno 2003 al 10 ottobre 2007 sulla rivista Dengeki hp edita da MediaWorks. Sono stati pubblicati un totale di dieci romanzi a cui si aggiunge un volume di storie brevi scritte da altri famosi autori di light novel; quest'ultimo è uscito il 10 giugno 2006.
| Nº    | Data di prima pubblicazione | Data di prima pubblicazione | Data di prima pubblicazione |
| Nº    | Giapponese                  | Giapponese                  |                             |
| ----- | --------------------------- | --------------------------- | --------------------------- |
| 1     | 10 giugno 2003              | ISBN 4-8402-2392-0          |                             |
| 2     | 10 ottobre 2003             | ISBN 4-8402-2490-0          |                             |
| 3     | 10 marzo 2004               | ISBN 4-8402-2637-7          |                             |
| 4     | 10 settembre 2004           | ISBN 4-8402-2784-5          |                             |
| 5     | 10 marzo 2005               | ISBN 4-8402-2994-5          |                             |
| 6     | 10 settembre 2005           | ISBN 4-8402-3143-5          |                             |
| 7     | 10 marzo 2006               | ISBN 4-8402-3343-8          |                             |
| Extra | 10 giugno 2006              | ISBN 4-8402-3443-4          |                             |
| 8     | 10 settembre 2006           | ISBN 4-8402-3548-1          |                             |
| 9     | 10 marzo 2007               | ISBN 978-4-8402-3756-7      |                             |
| 10    | 10 ottobre 2007             | ISBN 978-4-8402-4030-7      |                             |

### Manga
Un adattamento manga, scritto da Mitsuna Sakuse e illustrato da Mitsuna Ouse, è stato serializzato dall'agosto 2004 al giugno 2006 sulla rivista Dengeki Comic Gao! edita da Mediaworks. I vari capitoli sono stati raccolti in tre volumi tankōbon pubblicati dal 26 marzo 2005 al 27 marzo 2006.
Una seconda serie che funge da seguito della precedente e intitolata Bokusatsu tenshi Dokuro-chan Ripiru, vede il ritorno di Mitsuna Sakuse alla sceneggiatura mentre i disegni sono ad opera di Kasumu Kirino, è stata serializzata dall'ottobre 2006 all'ottobre 2008 sulla testata Dengeki Maoh di Mediaworks. I capitoli sono stati poi raccolti in tre volumi tankōbon usciti dal 27 agosto 2007 al 17 dicembre 2008.
| Bokusatsu tenshi Dokuro-chan (3 volumi)        |                   |                        |
| 1                                              | 26 marzo 2005     | ISBN 4-8402-3016-1     |
| 2                                              | 27 settembre 2005 | ISBN 4-8402-3196-6     |
| 3                                              | 27 marzo 2006     | ISBN 4-8402-3421-3     |
| Bokusatsu tenshi Dokuro-chan Ripiru (3 volumi) |                   |                        |
| 1                                              | 27 agosto 2007    | ISBN 978-4-8402-4015-4 |
| 2                                              | 27 febbraio 2008  | ISBN 978-4-8402-4225-7 |
| 3                                              | 17 dicembre 2008  | ISBN 978-4-04-867322-8 |

### Anime

Titolo della prima serie anime

Bokusatsu tenshi Dokuro-chan è stato adattato anche in due stagioni anime. La prima di queste è andata in onda in Giappone dal 12 marzo al 10 settembre 2005 su SKY PerfecTV! per un totale di otto episodi. Ciascuna delle otto puntate dura meno di 15 minuti, sebbene siano state trasmesse in coppia per un totale di quattro puntate dalla durata complessiva di 25 minuti ciascuna, comprendendo anche le sigle di apertura e chiusura. La prima stagione è stata poi raccolta in quattro volumi DVD pubblicati dal 25 marzo al 22 settembre 2005
La seconda stagione è invece stata trasmessa sulla medesima rete televisiva dall'11 agosto al 10 novembre 2007. Quest'ultima presenta quattro episodi e proprio come nel caso precedente, questi sono andati in onda a coppie portando il numero a due. Nelle trasmissioni televisive, alcune delle scene più violente o equivoche sono state sostituite con l'immagine di una spiaggia e di uno degli studenti che è stato trasformato in un animale, lasciando solo l'audio. Gli episodi sono stati poi raccolti in due volumi DVD pubblicati dal 24 agosto al 21 novembre 2007. Nella seconda stagione sono state apportare alcune modifiche alla storia e alla grafica, ad esempio il colore dei capelli di Dokuro è stato cambiato da viola a blu, Zakuro si trasferisce a casa di Sakura e Dokuro, la madre di Sabato compie un'unica apparizione e l'animazione è leggermente diversa da quella vista nella prima stagione. La seconda seri
Per entrambe le stagioni dell'anime sono stati utilizzati due brani musicali a tema. La sigla di apertura della prima stagione è Bokusatsu tenshi Dokuro-chan mentre quella di chiusura è Survive, entrambe cantate da Saeko Chiba. Nella seconda stagione sono state invece impiegati i brani Bokusatsu tenshi Dokuro-chan (2007) e Bokusatsu ondo de Dokuro-chan rispettivamente in apertura e chiusura e entrambi interpretati nuovamente da Saeko Chiba.

#### Episodi
| Nº                                         | Titolo italiano (traduzione letterale) Giapponese 「Kanji」 - Rōmaji | In onda           | In onda |
| Nº                                         | Titolo italiano (traduzione letterale) Giapponese 「Kanji」 - Rōmaji | Giapponese        |         |
| Bokusatsu tenshi Dokuro-chan (6 episodi)   | |                   |         |
| 1A                                         | Sono l'angelo "colpisco-a-morte"! Dokuro-chan! 「撲殺天使だよ！ドクロちゃん！」 - Bokusatsu Tenshi da yo! Dokuro-chan! | 12 marzo 2005     |         |
| 1A                                         | Sakura deve adeguarsi a Dokuro, ai suoi omicidi, ai suoi compagni di classe che si lamentano di lui, cercando di mantenere la sua sanità mentale. |                   |         |
| 1B                                         | L'assassino dal futuro! Dokuro-chan! 「未来からの刺客だよ！ドクロちゃん！」 - Mirai kara no Shikaku da yo! Dokuro-chan! | 12 marzo 2005     |         |
| 1B                                         | Sakura incontra Sabato dove quest'ultima e Dokuro finalmente spiegano perché sono state mandate per assassinarlo. |                   |         |
| 2A                                         | Cupido dell'amore! Dokuro-chan! 「恋のキューピットだよ！ドクロちゃん！」 - Koi no Kyūpitto da yo! Dokuro-chan! | 14 maggio 2005    |         |
| 2A                                         | Sakura e Shizuki aiutano Miyamoto ad avere un incontro con il suo ammiratore segreto. |                   |         |
| 2B                                         | Nuovo cinema Paradiso! Dokuro-chan! 「ニューシネマパラダイスだよ！ドクロちゃん！」 - Nyū Shinema Paradaisu da yo! Dokuro-chan! | 14 maggio 2005    |         |
| 2B                                         | Sakura e Shizuki vanno al cinema per vedere il film The Sensitive Salaryman (parodia di Salaryman Kintaro di Takashi Miike), ma le cose vanno male quando Dokuro li segue e Sabato fa il suo ritorno in scena. |                   |         |
| 3A                                         | Gita scolastica! Dokuro-chan! 「林間学校だよ！ドクロちゃん！」 - Rinkangakkō da yo! Dokuro-chan! | 16 luglio 2005    |         |
| 3A                                         | La classe va in campeggio e qui Sakura cerca di impressionare Shizuki, facendo però attenzione a non essere ucciso da Dokuro per vari motivi. |                   |         |
| 3B                                         | Test di coraggio! Dokuro-chan! 「肝試しだよ！ドクロちゃん！」 - Kimodameshi da yo! Dokuro-chan! | 16 luglio 2005    |         |
| 3B                                         | La classe fa una prova di coraggio in una foresta buia per raggiungere la vetta di una montagna. Tuttavia Shizuki si perde nella radura e così Sakura parte alla sua ricerca. |                   |         |
| 4A                                         | È Zakuro-chan! Dokuro-chan! 「ザクロちゃんだよ！ドクロちゃん」 - Zakuro-chan da yo! Dokuro-chan! | 10 settembre 2005 |         |
| 4A                                         | Sakura incontra Zakuro e questa spiega che deve riportare Dokuro nel futuro. |                   |         |
| 4B                                         | Addio! Dokuro-chan! 「さよならだよ！ドクロちゃん！」 - Sayonara da yo! Dokuro-chan! | 10 settembre 2005 |         |
| 4B                                         | A Sakura viene data la possibilità di scegliere se vuole che Dokuro rimanga con lui o no. |                   |         |
| Bokusatsu tenshi Dokuro-chan 2 (2 episodi) | |                   |         |
| 5A                                         | Giornata del disegno! Dokuro-chan! 「しゃせい大会だよ! ドクロちゃん!」 - Shasei taikaida yo! Dokuro-chan! | 11 agosto 2007    |         |
| 5A                                         | Sakura, Dokuro e Shizuki sono in gita scolastica dove viene chiesto loro di disegnare il paesaggio. Tuttavia Sakura si ritrova a fare i conti con Dokuro che lo molesta per la maggior parte del tempo. |                   |         |
| 5B                                         | La battaglia di Bukubuku-goshigoshi! Dokuro-chan! 「ぶくぶくごしごし大作戦だよ! ドクロちゃん!」 - Bukubuku goshigoshi dai sakusenda yo! Dokuro-chan! | 11 agosto 2007    |         |
| 5B                                         | Dopo che Dokuro e Zakuro hanno paura di un "mostro" di cui hanno letto in un libro sui miti, costringono Sakura a unirsi a loro nella vasca da bagno. |                   |         |
| 6A                                         | Gli incidenti accadono in stanze nascoste! Dokuro-chan! 「事件は密室で起こるよ! ドクロちゃん!」 - Jiken wa misshitsu de okoru yo! Dokuro-chan! | 10 novembre 2007  |         |
| 6A                                         | La madre di Sabato informa tutti che sua figlia deve tornare nel futuro, ma Sakura cerca di impedirle di andarsene, così vengono tutti rinchiusi in una prigione. Da questo momento in poi il gruppo farà molti tentativi di fuga, ma non andranno a buon fine. |                   |         |
| 6B                                         | Il bacio di San Valentino! Dokuro-chan! 「バレンタインデー・キッスだよ! ドクロちゃん!」 - Barentaindē Kissuda yo! Dokuro-chan! | 10 novembre 2007  |         |
| 6B                                         | In occasione di San Valentino, Dokuro prepara del cioccolato a Sakura, creando delle statuette ad immagine e somiglianza di quest'ultima. Poco dopo, l'angelo decide di aggiungere una speciale salsa e forza Sakura a mangiare ciò che aveva preparato ma il ragazzo comincia a soffrire per una reazione allergica che lo rende ipersensibile. Così Zansu, Dokuro e Zakuro cercano di aiutarlo a superare il suo fastidio, ma gli altri personaggi non sono a conoscenza del fatto che Zansu abbia un obiettivo molto più sofisticato in mente, vuole sfruttare infatti Sakura per ottenere delle foto sexy di Zakuro. |                   |         |

### Videogiochi
Il 10 novembre 2005, un videogioco basato sulla serie intitolato Game ni natta yo! Dokuro-chan: Kenkō shindan daisakusen (ゲームになったよ! ドクロちゃん〜健康診断大作戦〜?) è stato pubblicato in Giappone per PlayStation 2. Al gioco è stato assegnato un punteggio di 18+ dal CERO, per via della violenza e della nudità altamente inquietanti. Il titolo è stato riclassificato come "D" (17+) sul sito Web dell'azienda poiché questo gioco è uscito mentre la classificazione "D" non era ancora stata creata. La trama vede Sakura incontrare un nuovo angelo di nome Benomu. Il gioco è impostato come una visual novel in cui il giocatore deve scegliere tra diverse opzioni per proseguire l'avventura. La caratteristica principale è la presenza di un sistema di affetto, in cui il protagonista Sakura deve trascorrere del tempo con una delle sei ragazze per massimizzare il loro metro cardiaco e ottenere così il finale buon per quel personaggio. Anche se Game ni natta yo! Dokuro-chan: Kenkō shindan daisakusen presenta un doppiaggio, i personaggi minori sono privi di voce, il che si traduce nella visualizzazione del solo testo scritto sullo schermo mentre il proprio interlocutore è silenzioso, ad esempio Zansu non è doppiato. Al contrario, Sakura, Zakuro, Dokuro, Benomu, Sabato e Shizuki hanno le rispettive voci.
Sono presenti dei filmati, i quali però sono stati riciclati dall'anime televisivo. Le scene estremamente violente sono state censurate mostrando solo una schermata bianco con schizzi di sangue dappertutto. Tuttavia, il comparto grafico è totalmente nuovo e sono presenti oltre 90 immagini e cinque minigiochi. Una volta che i giochi sono completati, il giocatore ottiene un'immagine dal personaggio scelto dal giocatore. Successivamente si apre una modalità sfida nella sezione dei minigiochi, in cui il giocatore deve totalizzare 100 punti in quei cinque giochi per poter rendere disponibile un ultimo capitolo in cui Sakura sogna tutte le ragazze mentre compiono dodici anni; questo capitolo include le scene rimanenti riguardanti i personaggi. Game ni natta yo! Dokuro-chan: Kenkō shindan daisakusen ha ottenuto un punteggio di 26/40 dalla rivista Famitsū, basato sulla somma dei punteggi (da 0 a 10) dati al gioco da quattro recensori della rivista.
Dokuro appare anche come personaggio giocabile in Dengeki Gakuen RPG: Cross of Venus per Nintendo DS e compie un cameo come costume per il protagonista in Z.H.P. Unlosing Ranger VS Darkdeath Evilman di Nippon Ichi Software per PlayStation Portable. Dokuro fa anche un'apparizione come assistente nel picchiaduro Dengeki Bunko: Fighting Climax di French Bread.

## Accoglienza
Theron Martin di Anime News Network recensì l'anime affermando che era una breve serie ridicola, stupida, sanguinosa e generalmente divertente che agiva come un incrocio tra Excel Saga e una commedia romantica ecchi harem, con un po' di sensibilità simile a quella dei Monty Python in buona misura. Era una serie che poteva risultare divertente per le sue scene violente e il senza senso quasi continuo. Si trattava di un'anime che aveva un fattore splatter così esagerato che lo rendeva simile a uno dei vecchi cartoni in cui un personaggio veniva annerito da qualcosa che gli esplodeva in faccia o schiacciato d un oggetto pesante che gli cadeva addosso. Non erano presenti scene di nudità ma in compenso era presente molto fanservice, riferimenti sessuali espliciti e persino sesso simulato occasionale. Sicuramente non era un prodotto destinato ai bambini e il fatto che il DVD fosse stato classificato come "16+" faceva già capire come stavano effettivamente le cose. La prima stagione aveva una vaga parvenza di trama, e cercava di risolverla nelle ultime puntate, ma con risultati nella media. La serie però si rivelava molto più avvincente quando puntata sull'umorismo, come dimostrato dall'inizio della seconda stagione. Hal Film Maker fece uno sforzo di produzione che normalmente portava la serie nel regno dell'ordinario. Il character design era abbastanza carino, ma nulla di ciò riusciva a risaltare ulteriori caratteristiche oltre alle corna diaboliche date ad alcuni angeli e il look da punk di Zansu. Gli sfondi erano sufficienti ma non si rivelavano niente di speciale, mentre la combinazione di colori era soddisfacente e l'animazione le veniva incontro. Anche il sangue sembrava più giocoso che spaventoso. Il punto in cui la serie a volte riusciva a distinguersi visivamente era nella presenza di piccoli dettagli divertenti, che si rivelavano stravaganti se guardati con un po' di attenzione. La colonna sonora, che veniva usata scarsamente in alcuni episodi, faceva ricorso da una piccola manciata di temi ricorrenti usati nelle commedie in generale. Il vero grande problema di Dokuro-chan è che non aveva caratteristiche a sufficienza per renderla nuovamente godibile dopo una prima visione, dato che le battute ricorrenti si esaurivano dopo alcuni episodi, cosa che si notava soprattutto verso la fine della prima stagione. Nonostante ciò il contenuto si rinvigoriva per la seconda parte, permettendo alla serie di concludere dando così una buona impressione complessiva.
Chris Beveridge di Mania.com affermò nella sua recensione della trasposizione animata che Bokusatsu tenshi Dokuro-chan aveva molte caratteristiche per farsi apprezzare, a partire dal modo in cui si poneva differentemente dalle altre serie del suo periodo. Riusciva a interpretare bene il lato sovversivo, senza avere timore di spingersi oltre all'umorismo. Nel passaggio tra la prima e la seconda stagione, Beveridge sostenne di aver avuto bisogno di prendersi una pausa prima di tornare a guardare la serie e dopo questo lasso di tempo riuscì a trovarla altrettanto divertente. Secondo il recensore non era una serie adatta a una maratona ma riusciva a rendere bene per una rapida visione che avrebbe conquistato facilmente lo spettatore. Non era un titolo di grande richiamo per i fan degli anime, ma avrebbe trovato un seguito di culto e poteva facilmente servire come serie da mandare in onda di notte in TV.
John Witiw di Comic Book Resources classificò Dokuro come il decimo miglior angelo degli anime.